# سفارة أوكرانيا في ألمانيا
سفارة أوكرانيا في ألمانيا هي أرفع تمثيل دبلوماسي لدولة أوكرانيا لدى ألمانيا. تقع السفارة في برلين وهي تهدف لتعزيز المصالح الأوكرانية في ألمانيا.

## وصلات خارجية
- الموقع الرسمي
- قائمة سفارات أوكرانيا
- قائمة السفارات في ألمانيا